# Щукі (Підляське воєводство)
Щукі (пол. Szczuki) — село в Польщі, у гміні Янув Сокульського повіту Підляського воєводства.
Населення — 68 осіб (2011).
У 1975-1998 роках село належало до Білостоцького воєводства.

## Демографія
Демографічна структура станом на 31 березня 2011 року:
|          | Загалом | Допрацездатний вік | Працездатний вік | Постпрацездатний вік |
| -------- | ------- | ------------------ | ---------------- | -------------------- |
| Чоловіки | 35      | 8                  | 19               | 8                    |
| Жінки    | 33      | 9                  | 17               | 7                    |
| Разом    | 68      | 17                 | 36               | 15                   |